# أولاد يحيى لكراير
 أولاد يحي لكراير (بالإنجليزية: OULAD YAHIA LAGRAIRE)‏ هي جماعة قروية تابعة لإقليم زاكورة ضمن جهة درعة تافيلالت بالمغرب.  بلغ مجموع عدد سكان  أولاد يحي لكراير حسب إحصاءات 2004  حوالي 10621 نسمة  يعيشون في 1044 أسرة.

## إحصاء عام
| السنة | عدد السكان | عدد الأسر | عدد الأجانب |
| ----- | ---------- | --------- | ----------- |
| 1994  | 9523       | 898       | °°°°        |
| 2004  | 10621      | 1044      | 0           |

## دواوير الجماعة
دوار تمسلا
تاعقيلت
افريون
اعكبت
ولاد مساعد 
السواكن
ولاد سليمان
لكراير
ايكداون
ولاد ملوك
ولاد موسى
ولاد مقدم
تينكزا
ولاد عثمان